# Estadio Tomás Adolfo Ducó
El estadio Tomás Adolfo Ducó es un recinto deportivo propiedad del Club Atlético Huracán, ubicado en la ciudad de Buenos Aires, Argentina. Se sitúa en la avenida Amancio Alcorta 2544, en el barrio de Parque Patricios. Cuenta con una capacidad de 43 482 espectadores.
Fue utilizado por primera vez el 7 de septiembre de 1947, en un partido entre Huracán y Boca Juniors. Fue inaugurado oficialmente el 11 de noviembre de 1949, en un encuentro entre los locales y Peñarol, de Montevideo. La estructura se erigió en el mismo espacio que ocupaba el viejo estadio de madera del club, que había sido inaugurado en 1924. 
Originalmente, se lo denominó como estadio Jorge Newbery, en honor al presidente honorario del club. En 1967, fue rebautizado con el nombre actual, en homenaje a Tomás Adolfo Ducó, quien fue presidente de la institución en tres períodos e impulsó la construcción del recinto. Desde su inauguración ha sido conocido popularmente como «el Palacio», por su particular arquitectura.

## Historia

### Jorge Newbery

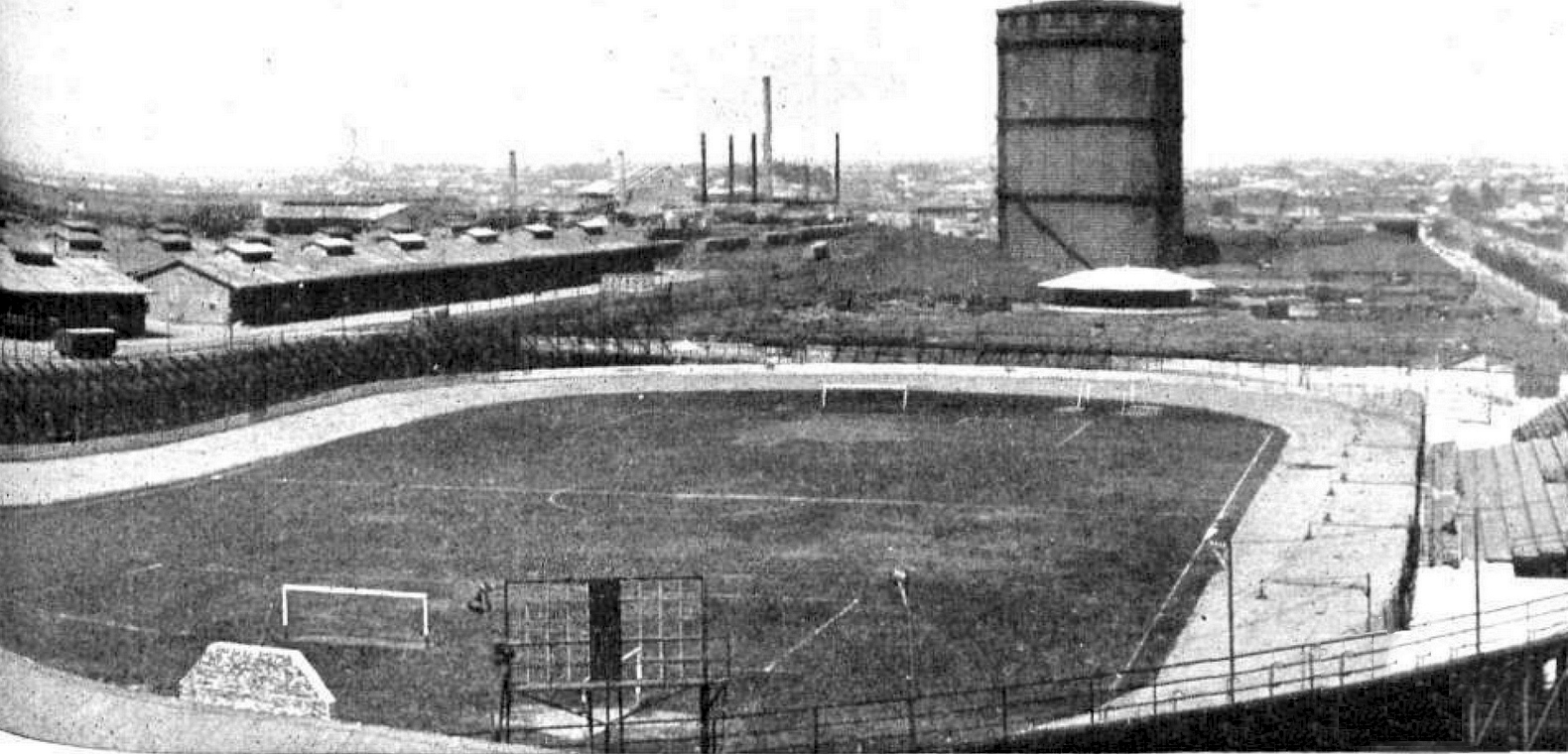
El antiguo estadio de Huracán, con un gasómetro de fondo.

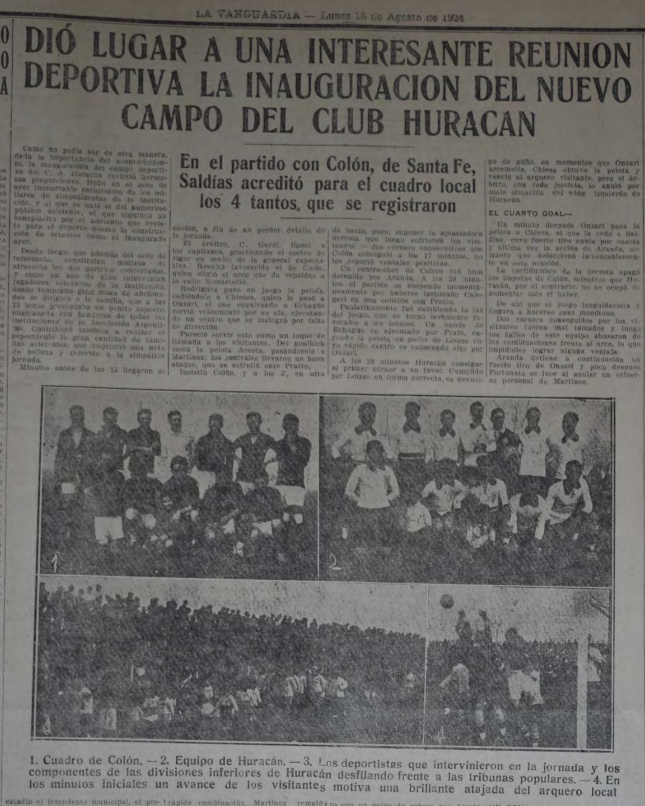
Inauguración del Estadio de Huracán en el diario La Vanguardia del 18 de agosto de 1924.

A mediados de 1924, Huracán ocupó en calidad de inquilino los terrenos de la esquina de la avenida Amancio Alcorta y la calle Luna. La apertura del primer estadio allí situado se produjo el 17 de agosto de 1924, con un partido en el que venció a Colón de Santa Fe por 4 a 0, con todos los goles convertidos por Juan Saldías. Dotado de amplias tribunas de madera, tenía una capacidad para 12 000 personas, y fue bautizado con el nombre del presidente honorario de la entidad, el extinto Jorge Newbery. En ella el Globo se consagró campeón de los torneos de 1925 y de 1928.
Como inicio del proyecto del estadio de cemento, el 23 de abril de 1939 la Comisión Directiva adquirió el predio, con un crédito de $ 700 000.- (setecientos mil pesos), concedido por el Gobierno Nacional. El Globito disputó su último partido en el estadio de madera el 22 de noviembre de 1942, cuando comenzó a ser desmantelado para dar paso al nuevo proyecto.

### Tomás Adolfo Ducó

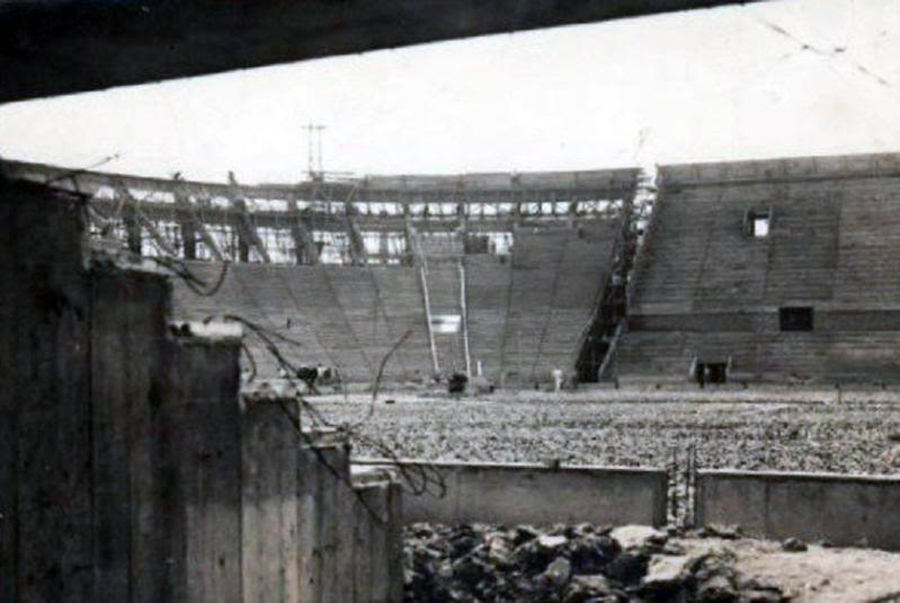
El estadio en construcción.

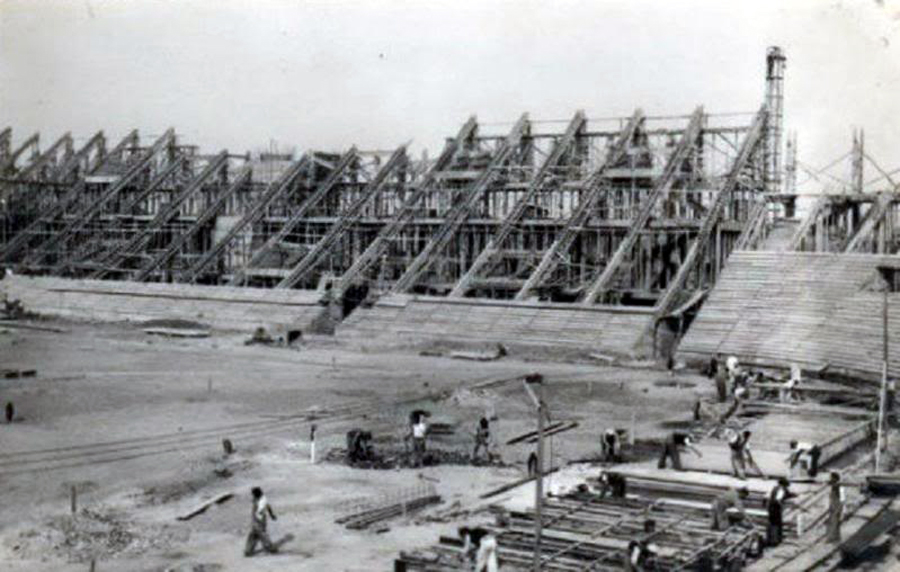
Construcción del estadio.

El 26 de octubre de 1941 ya habían comenzaron las obras del anhelado estadio de cemento. La dirección estuvo a cargo de la firma CGO (Curutchet, Giraldez y Olivera, sus arquitectos), quienes, entre otras obras importantes, en 1941 habían sido los encargados de edificar la actual Casa de la Moneda. La construcción duró casi seis años. Durante 1942 el club pidió un nuevo préstamo para acelerar la construcción, esta vez de $ 1 553 472.- (un millón quinientos cincuenta y tres mil cuatrocientos setenta y dos pesos), y el 10 de agosto de 1943 comenzaron a construirse las tribunas. Un diario de agosto de 1946 ya confirmaba que la inauguración del edificio se realizaría prontamente. Un palacio, en Parque Patricios.
El primer partido disputado en el Palacio fue el domingo 7 de septiembre de 1947, con una concurrencia de más de 80 000 espectadores, en el que Huracán venció a Boca Juniors por 4 a 3, en un partido válido por el campeonato de Primera División.
El estreno oficial ocurrió el viernes 11 de noviembre de 1949, contra Peñarol, de Montevideo, en un partido que finalizó 4 a 1 a favor del local.
En 1957, la selección Argentina disputó un partido ante Uruguay en el estadio, que finalizó con empate 1 a 1.
El 23 de septiembre de 1967, fue rebautizado con su actual nombre en honor al teniente coronel Tomás Adolfo Ducó, el presidente más trascendente de la historia del club, y principal impulsor de su construcción.

### Remodelación
En el año 1977, fue remodelado, con la construcción de palcos y cabinas de transmisión, más cómodas y de mejor ubicación, en el sector medio de la platea Alcorta.

## Patrimonio histórico
El 29 de noviembre de 2007, el Palacio Tomás Adolfo Ducó fue declarado por la Legislatura Porteña como Patrimonio Histórico y de Defensa Estructural de la ciudad de Buenos Aires, bajo el expediente Nº62548-2005 y se transformó en el proyecto 1489-j-2007 impulsado por la legisladora Teresa de Anchorena, que fue aprobado por unanimidad en la Comisión de Planeamiento Arquitectónico y Paisajístico, que la diputada presidía, y por la Comisión de Planeamiento Urbano, cuyo director era el señor Juan Manabella.

## Acontecimientos

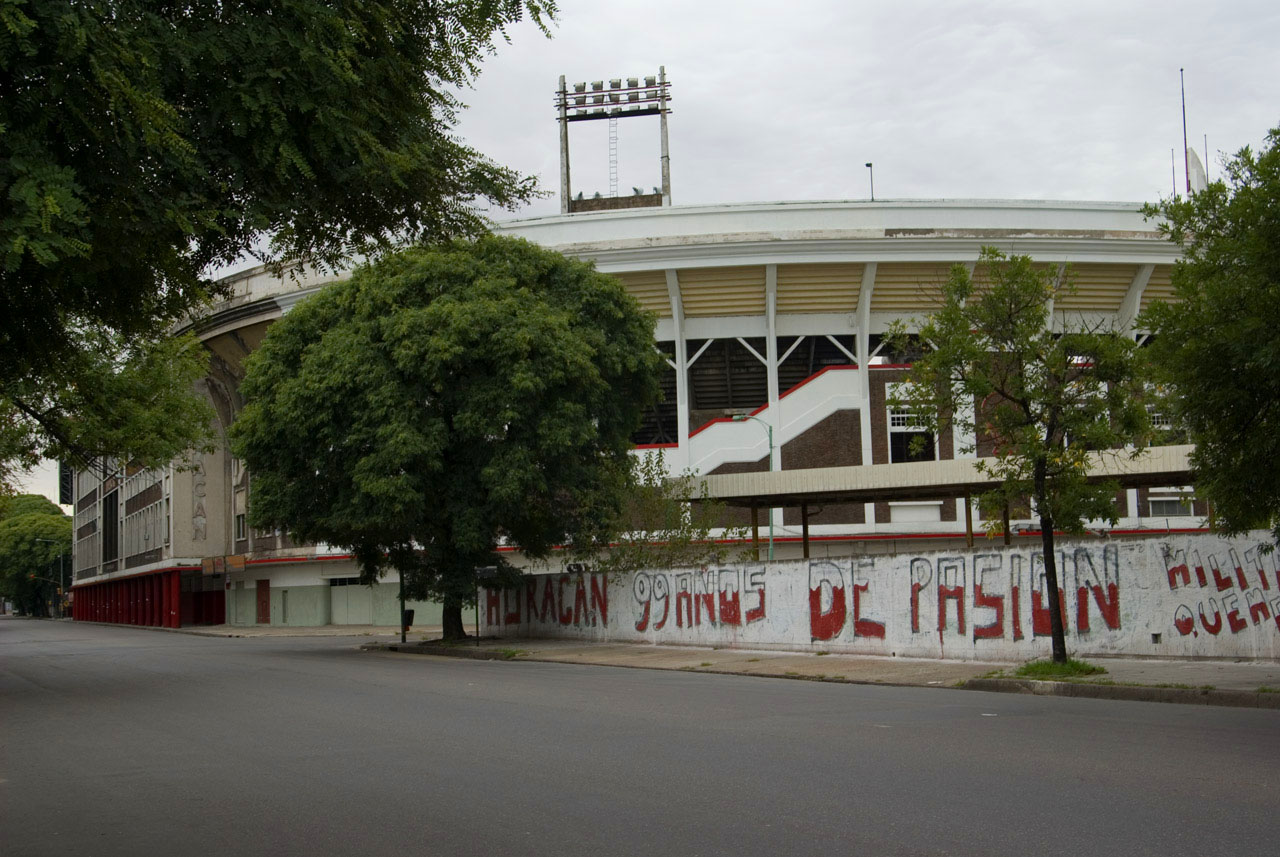
El estadio, visto desde la avenida Alcorta y Luna

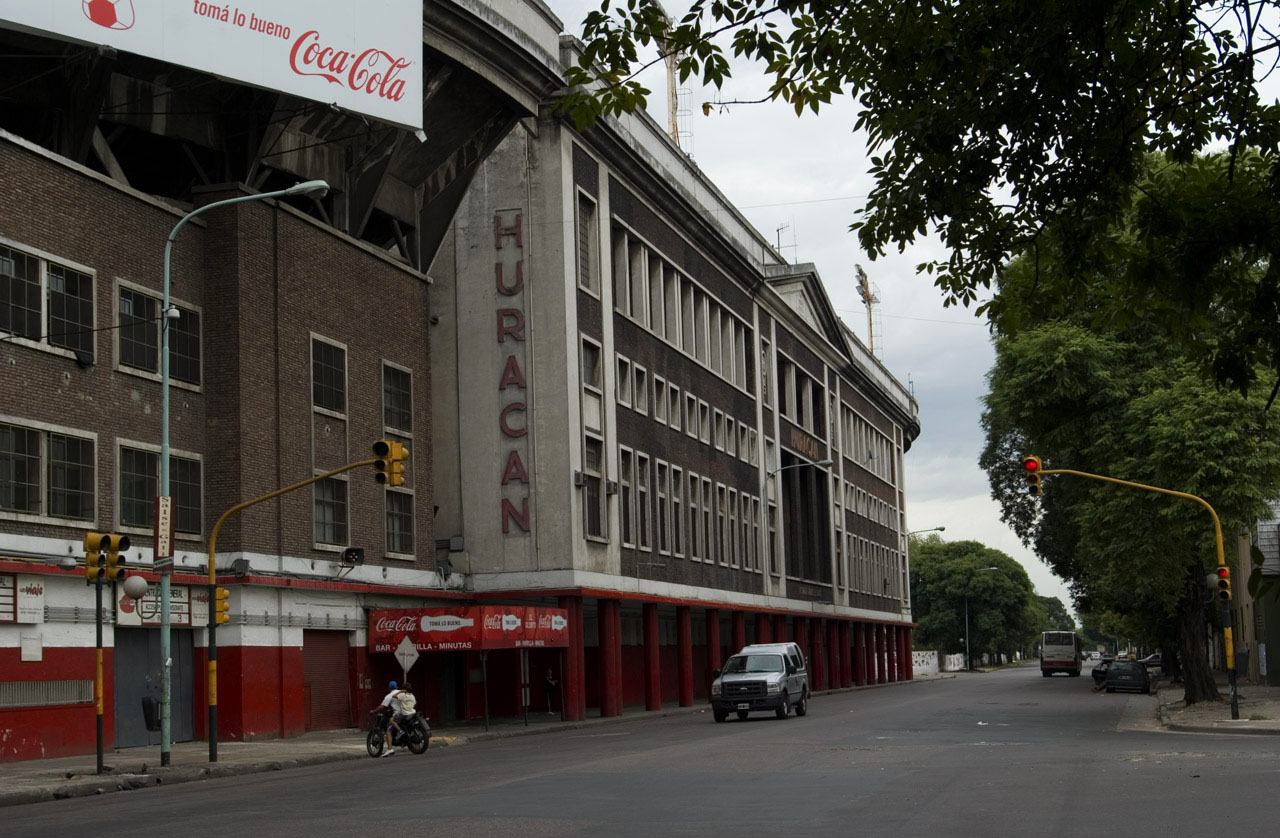
La entrada a las plateas del estadio, en la avenida Alcorta

### Políticos
La entonces presidenta Cristina Kirchner realizó el 11 de marzo de 2011 en este estadio su primer acto político desde la muerte de su marido, el expresidente Néstor Kirchner, anunciando entonces su candidatura para la reelección.

### Musicales
Por su extraordinaria acústica, grandes bandas del rock argentino han utilizado el estadio para conciertos y la grabación de discos en vivo.
En 1993, Patricio Rey y sus Redonditos de Ricota eligieron el Palacio para presentarse por primera vez en un estadio, donde agotaron dos funciones que sumaron 80 000 espectadores, marcando un antes y un después en la historia del rock argentino, volviendo a repetir en 1994.
En 1999, La Renga movilizó 60 000 personas en dos funciones, brindando un concierto de lujo y repitiendo esa gran convocatoria en 2001, cuando grabaron Insoportablemente vivo, y en 2004, en el que volvieron a registrar un disco en vivo con el nombre de En el ojo del Huracán. En julio y agosto de 2017, tras 10 años de lucha constante por poder tocar en la ciudad de Buenos Aires, volvieron a sus "banquetes", durante seis jornadas sucesivas, que llevaron un total de casi 240 000 espectadores.El 19 de noviembre de 2022 se presentaron Los Fundamentalistas del Aire Acondicionado con su show "El Rock de mí vida" al que asistieron 50.000 personas aproximadamente. Volviendo a su estadio debut.
El trapero argentino YSY A tocó en este estadio el 11 de diciembre de 2023. Fue su primera actuación en un estadio de fútbol.
El 1 de diciembre de 2024 se presentó Iron Maiden, banda británica de heavy metal, como parte de The Future Past World Tour 2024.
Entre junio y julio de 2025 se presentará nuevamente en el recinto La Renga, volviendo así a la Ciudad de Buenos Aires después de 8 años.
El 17 de octubre de 2025 se presentará Guns N' Roses, banda norteamericana de hard rock, como parte de Because What You Want & What You Get Are Two Completely Different Things Tour.

### Presencia en medios masivos

#### Cine y televisión
En 1960 se filmó la película El crack, dirigida por José A. Martínez Suárez, film que ya en ese momento exponía la proyección multimillonaria que iba a tener el fútbol profesional en la Argentina y el mundo, y los negociados que lo rodean. También aparece a modo premonitorio la figura del representante.
En 1970 la película Pasión dominguera, dirigida por Emilio Ariño, fue filmada, entre otros, en el Palacio Ducó y en 1992, parte de la La Peste, de Luis Puenzo, se rodó bajo las tribunas locales.
Entre los años 1999 y 2001 se filmó la telenovela Buenos vecinos, de Telefe, una historia que transcurría en el barrio de Parque Patricios, que giraba en torno al club y sus instalaciones.
El estadio es el primero del fútbol argentino y el segundo del mundo en aparecer en una película ganadora del Óscar (el primero fue El Molinón, en 1982, en la película española Volver a empezar, de José Luis Garci). El Palacio fue utilizado como localización de filmación por Juan José Campanella, en la película El secreto de sus ojos, que fue galardonada en 2010 con el Óscar a la mejor película extranjera. En ella se registra una toma antológica que se inicia desde un plano alejado, nocturno, a través de una visión aérea dinámica, hasta un plano muy próximo de los personajes que están en la tribuna oeste. En la transición, el foco va sobrevolando la ciudad hasta llegar al campo, donde se estaría disputando el partido entre Huracán y Racing, atravesándolo a lo largo al compás de la jugada futbolística que casi finaliza en gol, para luego centrarse en la tribuna trasera de ese arco.
El estadio también es parte del catálogo de Netflix, debido a que es uno de los escenarios principales de la filmografía llamada Puerta 7, estrenada el 21 de febrero de 2020. La serie trata sobre la mafia de los barra bravas y como estos controlan las canchas. Hace referencia a una de las entradas a la tribuna popular local (sector donde transcurre gran parte de la historia). 
El estadio también formó parte de la producción de la serie original de Prime Video, Cromañón, estrenada en 2024, puesto a qué uno de los principales personajes hace referencia a un hincha aficionado de la institución. La serie está basada en los hechos ocurridos el 30 de diciembre de 2004 en el barrio de Once en la Ciudad de Buenos Aires,centrada en las historias de un grupo de amigos afectados por los sucesos ocurridos en la masacre de Cromañón,haciendo referencia al estadio en los últimos episodios de la misma, donde la familia de una de las víctimas del hecho despiden sus cenizas en el campo de juego del estadio.  

#### Publicidades
Fox Sports utilizó el centro del campo de juego para programas de TV y gráficas, como también así TyC Sports.
En 2007, los artistas extranjeros Heather Nova y ATB grabaron un video musical con el nombre de Renegade, pura y exclusivamente en el estadio.
Durante el 2010 se filmó la publicidad de la Copa Libertadores de ese año en la que se disputaba un partido, conformado por los jugadores destacados del certamen.

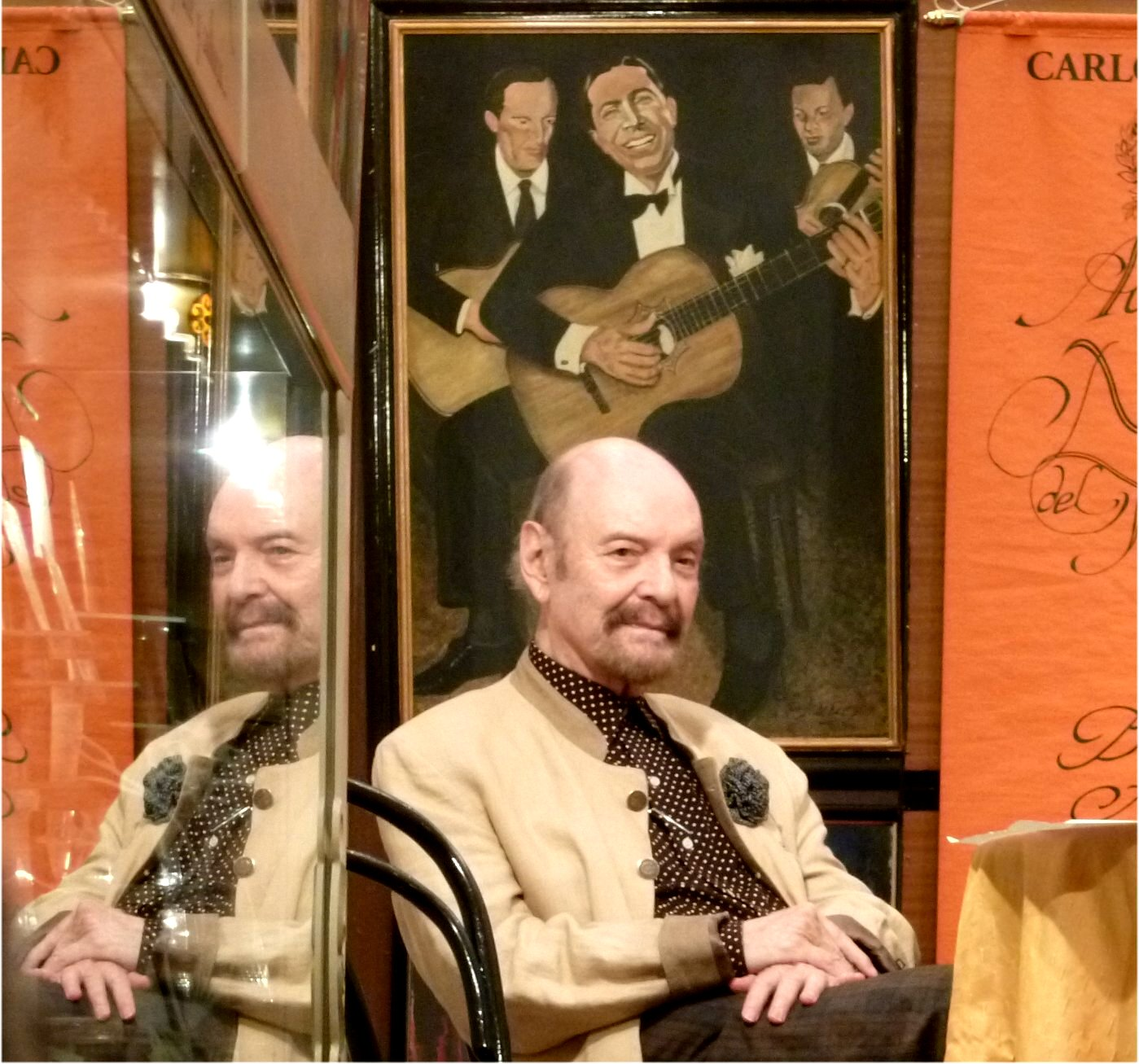
Salón Horacio Ferrer

## Cronología de los eventos
| Año  | Evento                                                          | Dato                                                        |
| ---- | --------------------------------------------------------------- | ----------------------------------------------------------- |
| 1947 | Apertura del estadio                                            | Huracán vence a Boca Juniors por 4 a 3                      |
| 1949 | Inauguración oficial                                            | Huracán vence a Peñarol por 4 a 1                           |
| 1957 | Copa Lipton (amistoso internacional de selecciones absolutas)   | Argentina y Uruguay empataron 1 a 1.                        |
| 1967 | El estadio es rebautizado por el nombre de Tomás Adolfo Ducó    |                                                             |
| 1993 | Patricio Rey y sus Redonditos de Ricota dan su primer concierto |                                                             |
| 1999 | La Renga da su presentación                                     | Asistieron más de 60.000 personas                           |
| 2000 | Amistoso internacional femenino                                 | Argentina vence a Perú por 1 a 0.                           |
| 2001 | La Renga graba su álbum en vivo                                 |                                                             |
| 2001 | Los Piojos graba su álbum en vivo.                              |                                                             |
| 2012 | Treintaidosavos de final de la Copa Argentina 2011-12           | All Boys venció a Atlanta por penales                       |
| 2014 | Dieciseisavos de final de la Copa Argentina 2013-14             | Tigre vence a All Boys por penales                          |
| 2014 | Octavos de final de la Copa Argentina 2013-14                   | Argentinos Juniors vence a Racing Club por 1 a 0            |
| 2014 | Cuartos de final de la Copa Argentina 2013-14                   | Argentinos Juniors vence a Estudiantes (BA) por penales     |
| 2015 | Treintaidosavos de final de la Copa Argentina 2014-15           | Nueva Chicago vence a Defensores de Villa Ramallo por 2 a 1 |
| 2015 | Dieciseisavos de final de la Copa Argentina 2014-15             | Lanús vence a Nueva Chicago por 3 a 0                       |
| 2015 | Dieciseisavos de final de la Copa Argentina 2014-15             | Atlanta vence a Comunicaciones por penales                  |
| 2015 | Octavos de final de la Copa Argentina 2014-15                   | Rosario Central vence a Ferro Carril Oeste por penales      |
| 2015 | Final de la Copa Sudamericana 2015                              | Huracán empata 0 a 0 con Independiente Santa Fe             |
| 2022 | Semifinal de la Copa de la Liga Profesional                     | Tigre vence a Argentinos Juniors por penales                |
| 2022 | Semifinal del Trofeo de Campeones                               | Racing Club vence a Tigre por 3 a 2                         |
| 2024 | Amistoso internacional sub-23                                   | Argentina vence a Paraguay por 4 a 0.                       |

- Partidos del Club Atlético Huracán.
- Partidos de Copa Argentina

## Datos y vías de acceso

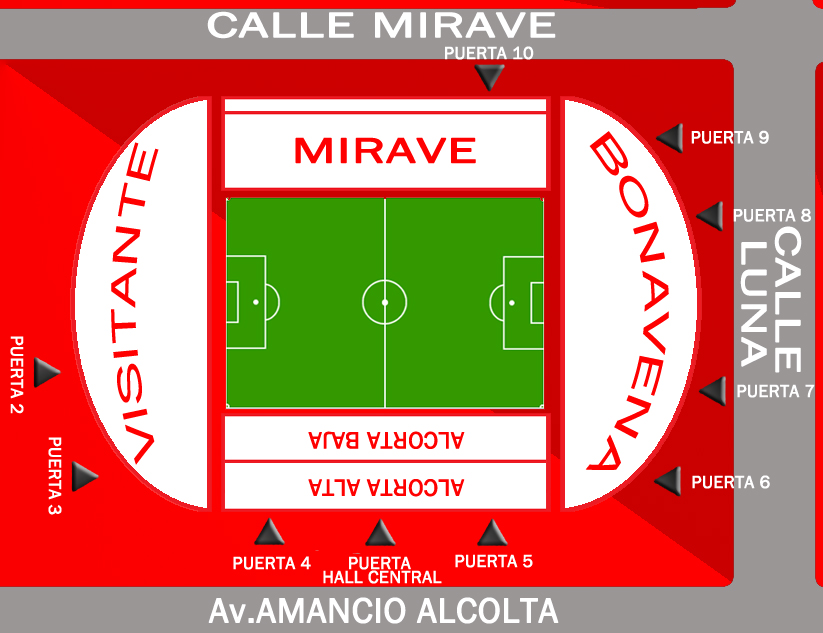
Vías de acceso al estadio

- Popular Local Ringo Bonavena 25082 ubicaciones
- Popular Visitante Guillermo Stábile 25266 ubicaciones populares
- Platea Sur René Orlando Houseman 8822 ubicaciones
- Platea Norte Herminio Masantonio
- Platea Norte Baja César Luis Menotti 4146 ubicaciones
- Platea Norte Alta Alfredo Di Stéfano 4198 ubicaciones
- Salón de Tango Horacio Ferrer 400 ubicaciones
- Museo del Boxeo Óscar Natalio Bonavena próximamente 1.er piso, Popular Bonavena.
- Museo de la Torre en construcción
- Capacidad Autorizada: 66 314
- Capacidad nominal': 80 000

### Transporte público
Los medios de transporte público que se acercan al estadio son: 

#### Líneas de colectivos
92528374650596595118133134150188

#### Subterráneos
Parque Patricios - Caseros
El estadio Tomás Adolfo Ducó está ubicado en la Av. Amancio Alcorta 2544, y es lindante con las calles Luna y Miravé.